# Чази-Бук
Чази́-Бук (рос. Чазы-Бук) — селище у складі Таштагольського району Кемеровської області, Росія. Входить до складу Шерегеського міського поселення.

## Населення
Населення — 27 осіб (2010; 32 у 2002).
Національний склад (станом на 2002 рік):
- шорці — 97 %